# 循环码
在编码理论中，循环码（英語：cyclic code）是一种分組碼，每个码字循环移位会得到同样属于该码的另一个码字。它们是拥有便于误差检测与校正的纠错码。

若00010111是有效码字，将其右循环移位得到10001011。若该码是循环码，则10001011也会是一个有效的码字。一般来说，在右循环移位会将最低位（LSB）移到最左边的位置，于是变为了最高位（MSB）；其他位置会向右移一位。

## 定义
令 {\displaystyle {\mathcal {C}}} 为有限域 {\displaystyle GF(q)} 上的分组长度为 n 的线性码。如果对于 C 中的每个码字 c=(c1,...,cn)，由循环移位得到的 {\displaystyle GF(q)^{n}} 中的字 (cn,c1,...,cn-1) 仍是一个码字，则 {\displaystyle {\mathcal {C}}} 称为循环码。由于向右循环移一位就相当于向左循环移 n − 1 位，循环码也可以用循环左移来定义。因此如果任何循环移位都不变的线性码 {\displaystyle {\mathcal {C}}} 是精确循环码。
循环码对码有一些附加结构约束。它们都是基于伽罗华域，由于其结构性质，循环码对差错控制很有用。它们与伽罗华域密切相关，因此编码和译码算法都方便计算。

## 例子
举例来说，若 A={\displaystyle \mathbb {F} _{2}} 而 n=3，(1,1,0)循环码中包含的码字的集合为
{\displaystyle ((0,0,0),(1,1,0),(0,1,1),(1,0,1))\,}.
它对应于 {\displaystyle \mathbb {F} _{2}[x]/(x^{3}-1)} 中由 {\displaystyle (1+x)} 生成的理想。
注意到 {\displaystyle (1+x)} 是该多项式环中的不可约多项式，因此该码为不可约码。
该码的幂等为多项式 {\displaystyle x+x^{2}}，对应于码字 (1,1,0)。

## 延伸阅读
- Ranjan Bose, Information theory, coding and cryptography, ISBN 0-07-048297-7
- Irving S. Reed（英语：Irving S. Reed） and Xuemin Chen, Error-Control Coding for Data Networks, Boston: Kluwer Academic Publishers, 1999, ISBN 0-7923-8528-4.
- Scott A. Vanstone（英语：Scott A. Vanstone）, Paul C. Van Oorschot, An introduction to error correcting codes with applications, ISBN 0-7923-9017-2